# Charmed (serie de televisión de 2018)
Charmed (Hechiceras en Hispanoamérica y Embrujadas en España) es una serie de televisión de drama de fantasía estadounidense desarrollada por Jennie Snyder Urman. Es un reinicio de la serie The WB del mismo nombre, creada por Constance M. Burge, que originalmente se emitió desde 1998 hasta 2006. La serie se estrenó el 14 de octubre de 2018 en The CW, y sigue las vidas de tres hermanas — Macy (Madeleine Mantock), Mel (Melonie Diaz) y Maggie Vera (Sarah Jeffery) — quienes, después de la muerte de su madre, descubren que son tres de las brujas más poderosas de todos los tiempos. Juntas poseen el «Poder de tres», que utilizan para vencer demonios sobrenaturales.
El 31 de enero de 2019, The CW renovó la serie para una segunda temporada, que se estrenó el 11 de octubre de 2019. El 7 de enero de 2020, la serie fue renovada para una tercera temporada, que se estrenó el 24 de enero de 2021. En febrero de 2021, la serie fue renovada para una cuarta temporada. En mayo de 2022, la serie fue cancelada tras cuatro temporadas.

## Sinopsis
Ubicada en la ficticia ciudad universitaria de Hilltowne, Míchigan, la serie comienza con las hermanas, Mel (Melonie Diaz) y Maggie Vera (Sarah Jeffery) que viven con su madre  (Valerie Cruz), quien poco después es atacada y asesinada por una fuerza demoníaca desconocida. Tres meses después, Mel y Maggie descubren que tienen una media hermana mayor, Macy Vaughn (Madeleine Mantock), quien la madre mantuvo en secreto durante años pero recientemente se mudó a Hilltowne para aceptar un nuevo trabajo en la universidad local. Después de la primera vez que las hermanas están bajo el mismo techo, inesperadamente comienzan a exhibir nuevas habilidades mágicas; la mayor Macy recibe el poder de la telequinesis, la hermana del medio, Mel puede congelar el tiempo, y la más joven, Maggie, puede escuchar los pensamientos de las personas. Poco después, su luz blanca—un guía que protege y guía a las brujas—Harry Greenwood (Rupert Evans) reúne a las tres hermanas y les revela que son brujas, al igual que su madre. Marisol había atado los poderes de sus hijas cuando nacieron para que pudieran vivir una vida normal y estaba en el proceso de desatar esos poderes la noche en que fue asesinada. Las hermanas finalmente aceptan su nuevo destino como brujas, el trío de brujas más poderoso que protege a los inocentes y vence a los demonios sobrenaturales.
El reinicio cambia varios elementos de la serie original, incluido el traslado de la localización de San Francisco a Hilltowne; haciendo que una de las hermanas sea lesbiana; darle a la hermana más joven el poder de escuchar los pensamientos de las personas en lugar de la premonición; cambiando el apellido de Halliwell a Vera; y que la primera letra de su nombre comience con M en lugar de P. Además, el reinicio tiene un elenco más diverso con diferentes etnias; Mantock es de ascendencia afrocaribeña, Díaz es de ascendencia latina y Jeffery es afroamericana e indígena canadiense. Sin embargo, en la serie todas interpretan a hermanas latinas, con el personaje de Mantock, Macy siendo una afro-latina.

## Elenco

### Principal
- Melonie Diaz como Melanie «Mel» Vera, la hermana del medio de la familia.[15] Una «feminista de voluntad fuerte» y una «activista apasionada y abierta,» Mel es una estudiante graduada en el departamento de estudios de la mujer en la Universidad de Hilltowne.[16][17] También es lesbiana y está en una relación de vez en cuando con Niko (Ellen Tamaki), una detective de la policía de Hilltowne.[8] Mel tiene el poder de congelar el tiempo, similar a la hermana mediana original Piper Halliwell (Holly Marie Combs) de la serie original.[18]
- Madeleine Mantock como Macy Vaughn (temporadas 1–3), la media hermana mayor.[8] Ella es una «práctica», «manejada», «tímida» y «nerd de la ciencia».[16][19] Macy tiene un Ph.D. en genética molecular e inicialmente se muda a Hilltowne, Míchigan para trabajar en el laboratorio de la universidad. Una vez que llega a la ciudad, Macy descubre que tiene dos hermanastras más jóvenes.[16][20] Macy tiene el poder de la telequinesis, similar a la hermana mayor original, Prue Halliwell (Shannen Doherty) de la serie original.[21]
- Sarah Jeffery como Maggie Vera, la hermana más joven.[22] Es una estudiante de primer año «burbujeante», «amante de la diversión» y «de buen corazón» en la Universidad de Hilltowne.[16][23] Inicialmente, Maggie se siente mortificada al saber que es una bruja, ya que quiere ser muy querida y encajar.[16] Maggie tiene el poder de la telepatía, la capacidad de leer los pensamientos de otras personas. Esta es una de las primeras diferencias de la serie original, ya que la hermana más joven original, Phoebe Halliwell (Alyssa Milano) de la serie original, tuvo el poder de la premonición.[20][24]
- Rupert Evans como Harry Greenwood, la luz blanca de las hermanas – un ángel guardián que protege y guía a las brujas.[15] En su vida anterior, Harry era un actor en Londres antes de ser reclutado en el Servicio Secreto Británico, donde más tarde murió y fue elegido para convertirse en luz blanca.[16] En el primer episodio, Harry inicialmente se hace pasar por profesor y director del departamento de estudios de la mujer en la Universidad de Hilltowne, hasta que reúne a las tres hermanas para reunirlas de su destino como brujas.[9]
- Ser'Darius Blain como Galvin Burdette (temporada 1), un genetista molecular que trabaja en el laboratorio de la Universidad de Hilltowne con Macy Vaughn. Él es «extrovertido» y «generoso», y es la primera persona que se hace amiga de Macy cuando se muda a Hilltowne.[16][25]
- Ellen Tamaki como Niko Hamada (temporada 1), una detective «inteligente» y «determinada» del departamento de policía de Hilltowne. Ella está en una relación de vez en cuando con Mel Vera.[16][26][27]
- Nick Hargrove como Parker (temporada 1; recurrente temporada 2), un amigo de Maggie Vera. Es el presidente de la fraternidad Phi Delta Upsilon. Él y Maggie se hacen amigos después de que la defiende de un cliente grosero en su trabajo como camarera.[28]
- Jordan Donica como Jordan Chase (temporada 2–present)
- Poppy Drayton como Abigael Jameson-Caine (temporadas 2–3)
- Lucy Barrett como Michaela "Kaela" Danso (temporada 4)

### Recurrente
- Valerie Cruz como Marisol Vera, madre biológica de las hermanas y bruja. Marisol había atado los poderes de cada una de sus hijas cuando nacieron para que pudieran llevar una vida normal. En el primer episodio, Marisol estaba en el proceso de desatar sus poderes cuando fue atacada y asesinada por un demonio desconocido.[8][9]
- Craig Parker como Alastair Caine, CEO de Morningstar Biotech y un benefactor del laboratorio de la Universidad de Hilltowne, donde trabaja Macy.[29]
- Constantine Rousouli como Hunter Caine, un asesino demoniaco, hijo mayor de Alastair Caine y medio hermano de Parker.
- Virginia Williams como Charity Callahan, una anciana muy poderosa amiga de Harry y Marisol. Ayuda ocasionalmente a las hermanas y a Harry en las misiones.
- Natalie Hall como Lucy, presidente de la hermandad de mujeres Kappa Tau Kappa.
- Aleyse Shannon como Jada Shields, una medio luz blanca medio bruja que es afiliada dentro de las S'Arcada, teniendo un flirteo con Mel. Fue una de las alidadas de Marisol.
- Leah Pipes como Fiona Callahan, hermana pequeña de Charity que aparece viva tras haber sido dada por muerta. Es la protectora de la llama sagrada primordial para obtener la fuente de toda la magia.

### Invitado
- Brendon Zub como el detective Bailey, el compañero detective de Niko.
- Rya Kihlstedt como Julia Wagner, la nueva gerente del laborario de la universidad de Hilltowne. Exmujer de Alastair Caine y madre humana de Parker.
- Leah Lewis como Ángela Wu, estudiante de la Universidad de Hilltowne, víctima de acoso sexual después poseída por un demonio.
- Charlie Gillespie como Brian, el novio «intermitente» de Maggie Vera con quien fue a la escuela secundaria.[16][26][30]
- Chloe Bridges como Tessa Flores-Cohen, una luz blanca que es asignada a las hermanas tras la ausencia de Harry.

## Episodios
| Temporada | Temporada | Episodios | Episodios | Emisión original      | Emisión original    |
| Temporada | Temporada | Episodios | Episodios | Primera emisión       | Última emisión      |
| --------- | --------- | --------- | --------- | --------------------- | ------------------- |
|           | 1         | 22        | 22        | 10 de octubre de 2018 | 19 de mayo de 2019  |
|           | 2         | 19        | 19        | 11 de octubre de 2019 | 1 de mayo de 2020   |
|           | 3         | 18        | 18        | 24 de enero de 2021   | 23 de julio de 2021 |
|           | 4         | 13        | 13        | 11 de marzo de 2022   | 10 de junio de 2022 |

## Producción

### Desarrollo
El reinicio de la serie original se había anunciado desde octubre de 2013, cuando originalmente fue desarrollado para CBS por los co-creadores de Party of Five, Christopher Keyser y Sydney Sidner. El guion piloto iba a centrarse «alrededor de cuatro hermanas que descubren su destino – luchar contra las fuerzas del mal usando su brujería». Sin embargo, CBS finalmente decidió no seguir adelante con el reinicio. El 5 de enero de 2017, se anunció que The CW estaba desarrollando un nuevo reinicio de Charmed por la showrunner Jane the Virgin, Jennie Snyder Urman para la temporada televisiva 2017–18. Tanto Urman como el director Brad Silberling fueron contactados en 2016 por CBS Television Studios (que posee los derechos de Charmed) para trabajar en un reinicio la serie. El guion piloto original iba a establecerse en 1976 sobre tres brujas (Tina, Paige y Annie), que no están relacionadas pero se han unido para luchar contra el mal en una pequeña ciudad de Nueva Inglaterra. En ese momento, el presidente de CW, Mark Pedowitz declaró que el reinicio no sería una precuela de la serie original, pero la describió como una serie «autónomo, autosostenido» y «muy independiente». Sin embargo, el 3 de febrero de 2017, se anunció que el reinicio se volvería a desarrollar y demoraría hasta la temporada 2018–19, ya que el borrador del proyecto piloto «no se produjo de la manera que la cadena había esperado» y que Urman, quien tenía compromisos previos con Jane the Virgin, no tuvo tiempo suficiente para comprometerse completamente con el reinicio de la temporada 2017–18. Pedowitz Pedowitz dio una actualización sobre el reinicio durante la gira de prensa de verano de Television Critics Association en agosto de 2017, y dijo que aún estaba en proceso de volverlo a desarrollo y que la cadena estaba esperando para ver qué había hecho Urman para el guion redesarrollado.
El 25 de enero de 2018, The CW ordenó oficialmente el reinicio de Charmed con la producción del piloto. El guion rediseñado fue cambiado para ser establecido en el presente y fue descrito por The CW como «un reinicio feroz, divertido y feminista» centrado en «tres hermanas en una ciudad universitaria que, tras la trágica muerte de su madre, se sorprenden al descubrir que son brujas». La descripción también indicaba que el reinicio giraría en torno a las hermanas «venciendo a los demonios sobrenaturales» y «derribando el patriarcado,» mientras «mantenía vínculos familiares». En una entrevista con el periódico Metro, Silberling declaró que el atractivo del reinicio es ser «divertido y contemporáneo» con sus observaciones sociales oportunas. El episodio piloto fue escrito por las guionistas de Jane the Virgin, Jessica O'Toole & Amy Rardin, y se basó en una historia de Urman. Las tres mujeres también son productoras ejecutivas del reinicio junto a Silberling, Ben Silverman, Howard Owens, y Carter Covington. El episodio piloto también fue dirigido por Silberling. El 11 de mayo, el CW recogió el piloto y ordenó el reinicio de Charmed como serie. Se lanzó adelantó después de la presentación del panel de The CW el 17 de mayo, seguido de videos de escenas de primera vista. The CW inicialmente ordenó 13 episodios para la primera temporada. Sin embargo, el 8 de octubre The CW ordenó otros cinco guiones adicionales, lo que elevó el número total de episodios de la primera temporada a 18. El 31 de enero de 2019, The CW renovó la serie para una segunda temporada, que se estrenará el 11 de octubre de 2019. El 7 de enero de 2020, se anunció que la serie fue renovada para una tercera temporada. El 3 de febrero de 2021, la serie fue renovada para una cuarta temporada. El 12 de mayo de 2022, la serie fue cancelada tras cuatro temporadas.

### Casting

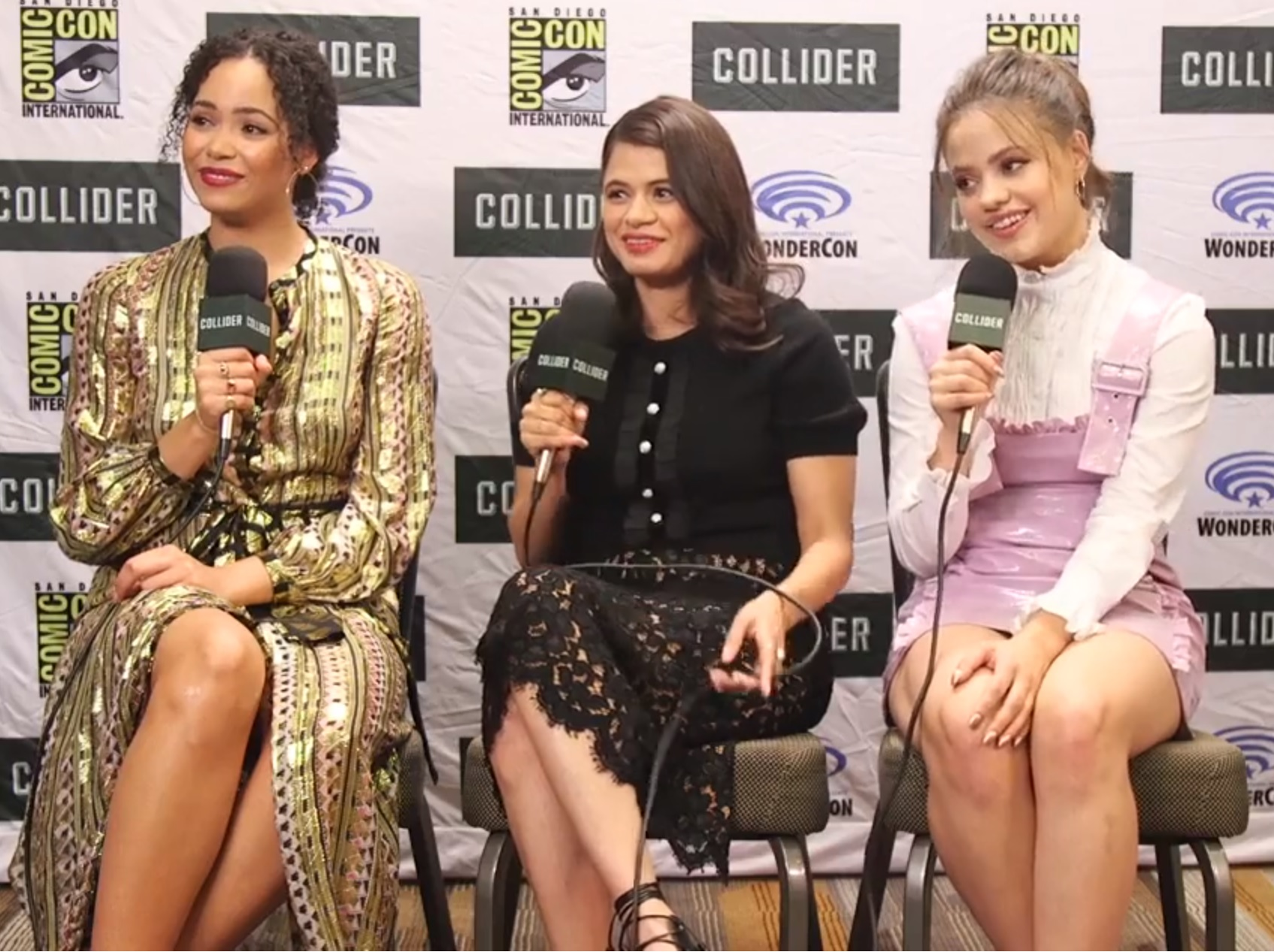
Izquierda a derecha: Madeleine Mantock, Melonie Diaz, y Sarah Jeffery en la Comic Con de San Diego en 2018

El 7 de febrero de 2018, se reveló los detalles del lanzamiento del reinicio, con las tres hermanas con los nombres no oficiales de Macy, Mel y Madison Pruitt, y que los detalles del casting revelaron que se buscaban todas las etnias para cada uno de los roles; y que una de las hermanas sería lesbiana, un cambio importante con respecto a la serie original. Además se informó que la selección del elenco estaba en marcha para el asesor del trío con el «endiabladamente guapo/luz blanca», Harry, el «documentalista y novio» de Macy, Gavin, el «solitario y sensible ex novio» de Madison, Brian, y la novia de Mel, la detective Soo Jin. El nombre de Madison más tarde se cambió a Maggie, el apellido de las hermanas se cambió a Vera, y el nombre de Soo Jin se cambió a Niko.
A mediados de febrero de 2018, Ser'Darius Blain fue el primero en ser elegido como Gavin, seguido por Melonie Diaz como Mel, la hermana del medio, y Sarah Jeffery como la hermana menor, Maggie. Más tarde ese mismo mes, Rupert Evans fue elegido como Harry. A principios de marzo de 2018, Madeleine Mantock fue elegida como la hermana mayor de Macy. Charlie Gillespie y Ellen Tamaki fueron las últimos en interpretar los papeles de Brian y Niko, respectivamente. Las tres actrices principales que interpretan a las hermanas Vera son todas de origen hispano. El productor ejecutivo Brad Silberling afirmó que las hermanas Vera son «muy diferentes en términos de personalidades y grupos étnicos» a las hermanas Halliwell en la serie original, porque eran caucásicas y heterosexuales.

### Rodaje
Charmed se filmó en Vancouver, British Columbia. El episodio piloto se filmó del 19 de marzo al 7 de abril de 2018. El rodaje del resto de la primera temporada comenzó el 13 de agosto de 2018.

## Lanzamiento

### Transmisión
En los Estados Unidos, Charmed se estrenó en The CW el 14 de octubre de 2018. Se emite los domingos por la noche a las 9:00 p. m., junto con Supergirl a las 8:00 p. m. El emparejamiento de Charmed y Supergirl devolverá la cadena la programación original de los domingos por la noche por primera vez desde la temporada de televisiva 2008–09. El presidente de The CW, Mark Pedowitz, explicó, «Queríamos tener una serie establecida el domingo por la noche. Queríamos valor de nombre con Charmed allí. Sentimos que eran dos series sobre mujeres empoderadas. Hicimos una declaración de que no estábamos bromeando, de que no lo llamaríamos el domingo por la noche, de que íbamos a competir».
En Grecia, Charmed se estrenará en Cosmote Cinema 4HD el 15 de octubre de 2018. En Australia, Charmed se estrenará en Eleven el 16 de octubre de 2018. En Bélgica, la serie se emitirá en RTL, mientras que en Canadá que saldrá al aire en W Network. En España, Charmed se mostrará en HBO España un día después de su transmisión original en los Estados Unidos, mientras que en Turquía se emitirá en Digiturk. En el Reino Unido, la serir se estrenará en E4. En Brasil, la serie se estrenó exclusivamente en la plataforma de transmisión Globoplay, el primer episodio de la serie estuvo disponible el 26 de octubre de 2018 y los siguientes episodios se publican semanalmente en la plataforma.

## Recepción
En Rotten Tomatoes reportó un índice de aprobación del 70% con una calificación promedio de 5.25 / 10 basado en 10 reseñas. El consenso del sitio web dice, «Las actualizaciones de  Charmed  son tan divertidas como sorprendentemente feministas – y con un enfoque más definido, podrían evocar una serie aún más fuerte que la serie original». Metacritic, que utiliza un promedio ponderado, asignó un puntaje de 56 sobre 100, basado en 8 reseñas, que indica «críticas mixtas».